# Edmond Bailly
Edmond Bailly is een voormalig Zwitsers voetballer.

## Carrière
Bailly speelde gedurende zijn carrière voor de Zwitserse ploeg Servette. Hij kwam aan 7 wedstrijden voor Zwitserland. Met Zwitserland nam hij deel aan de Olympische Spelen in Amsterdam.

## Erelijst
- Servette
  - Zwitserse voetbalbeker: 1928